# György Mezey
György Mezey (Bačka Topola, 7 settembre 1941) è un allenatore di calcio ed ex calciatore ungherese.

## Palmarès

### Competizioni nazionali
- Campionato ungherese: 2

Honved: 1990-1991
Videoton: 2010-2011
- Supercoppa d'Ungheria: 2

Videoton: 2011, 2012
- Coppa di Lega ungherese: 1

Videoton: 2011-2012